# Gumrarö
Gumrarö är ett bostadsområde och sedan 2015 en småort i Österåkers kommun.